# Jimramovské Paseky
Jimramovské Paseky (německy Passek Ingrowitz) je vesnice, nyní část obce Nový Jimramov v okrese Žďár nad Sázavou. Nacházejí se na severozápadě Českomoravské vrchoviny v CHKO Žďárské vrchy. Obec patří do mikroregionu Novoměstsko.
Přívlastek Jimramovské dostaly Paseky až v novější době pro rozlišení od dalších dvou – Studnické Paseky a Roženecké Paseky.

## Historie
Jimramovské Paseky vznikly v 1. polovině 18. století pozdní horskou kolonizací na území tehdejšího jimramovského panství. První písemná zmínka je z roku 1750, kdy ves dostala i vlastní pečeť, ve znaku má poprsí sv. Antonína. V roce 1850 byly připojeny k Javorku, od roku 1869 je obec uváděna jako součást Nového Jimramova.

## Rozdělení
Paseky se skládají ze dvou částí Dolní Paseky (starší) a Horní Paseky (mladší), nazývané dodnes Rabuňka.

### Dolní Paseky
Dolní Paseky se rozkládají částečně v údolí říčky Fryšávky a částečně na severní stráni kopce Skály-Štarkov.

### Horní Paseky
Horní Paseky jsou roztroušeny na mírném jihozápadním svahu kopce Skály (722 m n. m.).

## Mlýny

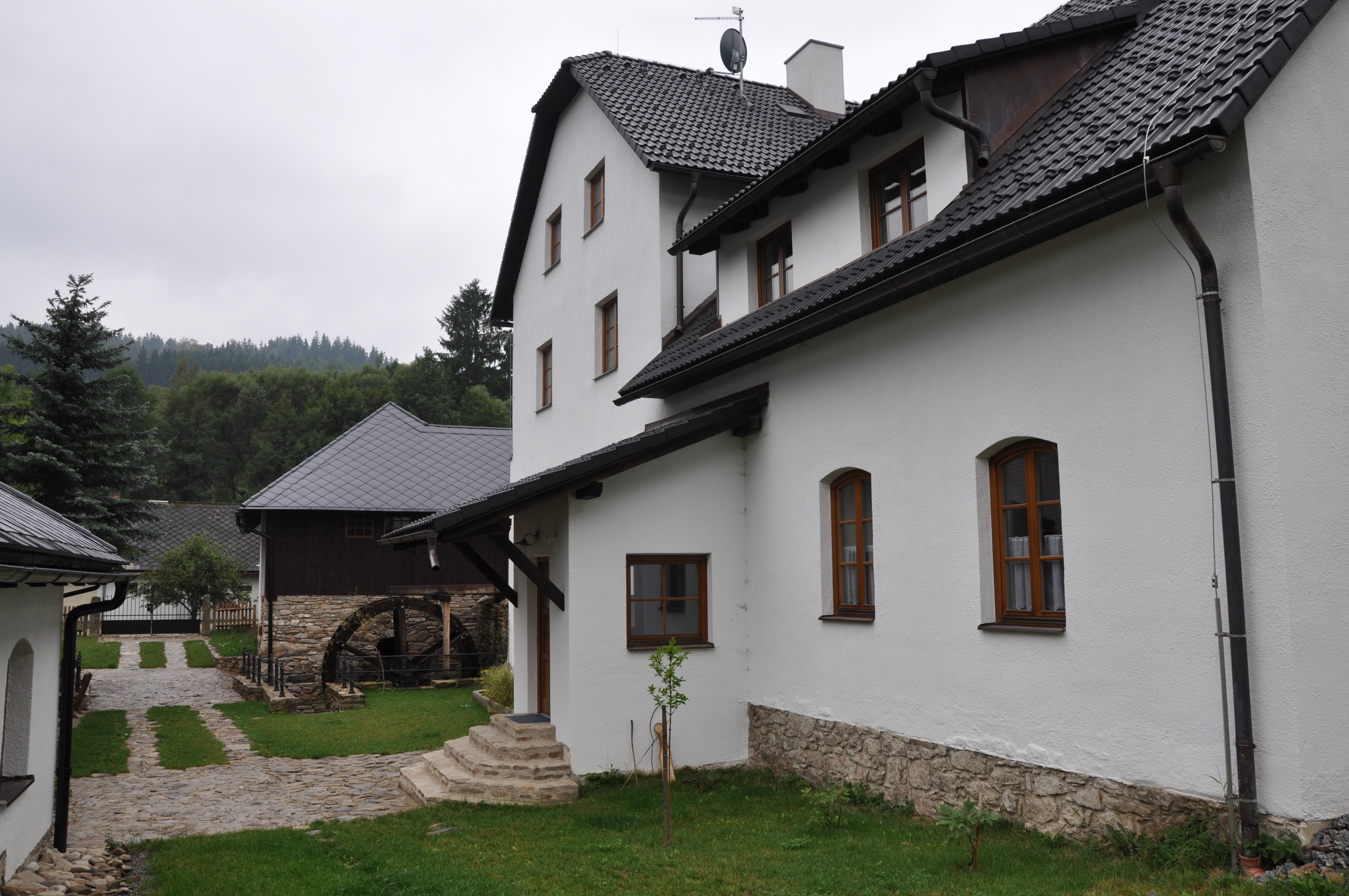
Mlýn v Jimramovských Pasekách

Už před založením obce stával v jejích místech na řece Fryšávce mlýn č.p. 24. První zmínka je z roku 1372 v souvislosti s javoreckou rychtou. Ve stejném roce k němu přibyla pila. Určitá zpráva pochází také z roku 1631 ze soudního odhadu, ale je jisté, že mlýn existoval již za trvání hradu Skály (Štarkov). V roce 1840 byla přistavěna olejna. V současnosti je mlýn přestavěn k ubytování, opraveno je i vodní kolo, které slouží k dekoraci a výrobě energie. Mlýn je pro veřejnost nepřístupný.
Druhý mlýn v  Jimramovských Pasekách stával vedle usedlosti č.p.16 kterou v roce 1839 koupil František Dvořák ( evangelík ).V roce 1842 dostal František Dvořák povolení k zřízení mlýna se šrotovníkem a pilou. Mlýnskou usedlost předal v roce 1891 svému synu Josefu Dvořákovi a jeho ženě Josefě Burešové. Ti ji pak v roce 1919 postoupili dál svému synu Josefu Dvořákovi a jeho ženě Josefě Vraspírové. Mlynář Josef Dvořák a jeho žena Josefa byli majiteli č.p. 16 do roku 1923, kdy usedlost prodali manželům Janu a Anně Sitařovým, mlynářům z Hrádku u Ústí nad Orlicí. Mlýn není živnostenském rejstříku tehdejšího Okresního úřadu v Novém Městě na Moravě až do poloviny 20. let 20. století veden. Za života posledního Dvořáka se ještě mlelo, dle knihy učedníků  uložené ve fondu Společenstva mlynářů  Nové Město na Moravě  se zde  vyučil mlynářskému řemeslu  v letech 1921-1922 Stanislav Riger. Za Sitařů byl mlýn v provozu v letech 1926-1927 kdy ho měl pronajatý Adolf Zobač. Mlynářskou živnost zde měl ohlášenou od 1.1.1926 do 27.7 1927, kdy ji složil ( dle zápisu v živnostenském rejstříku Okresního úřadu v Novém Městě na Moravě ). Pak mlýn v č.p. 16 definitivně zanikl a dům nadále sloužil jako zemědělská usedlost. Dodnes jsou na břehu řeky Fryšávky  vedle usedlosti č.p. 16  částečně zachované  základy mlýnské budovy s náhonem. Zemědělská usedlost č.p.16 je kulturní památkou.

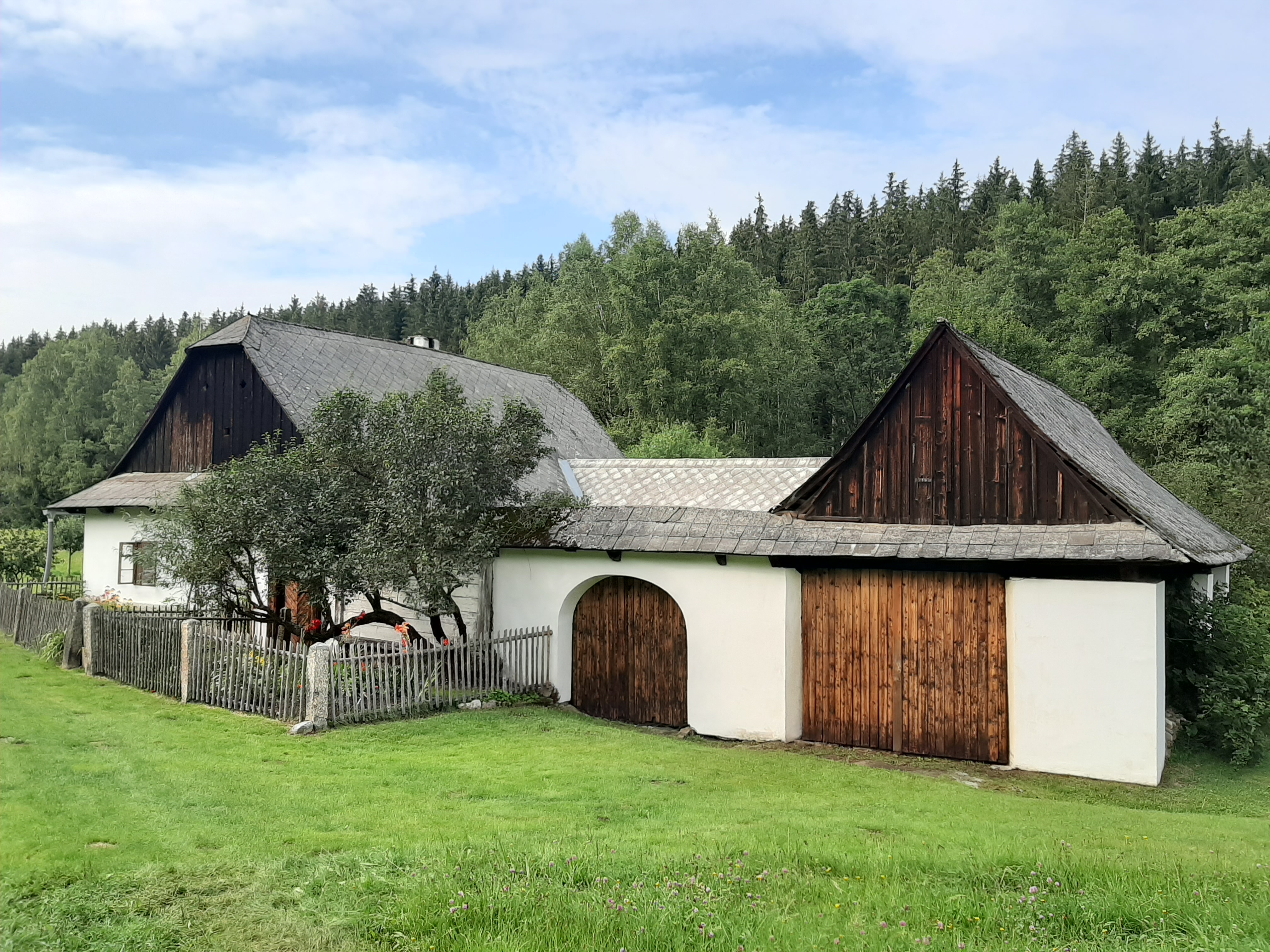
Venkovská usedlost č.p.16

## Zajímavosti
V roce 1835 místní mlynář František Dvořák vynalezl stroj na tření lnu. Tehdejší c.k. moravskolezská hospodářská společnost mu za to udělila stříbrnou medaili. 